# Charaxes antiquus
Charaxes antiquus es una especie de lepidóptero de la familia Nymphalidae. Es originaria de África.
Se distribuyen por Santo Tomé y Príncipe en el Golfo de Guinea.